# Tom Boyd
Thomas Tom Boyd (nació el 24 de noviembre en Glasgow, Escocia) es un exjugador de fútbol profesional. Jugó por Motherwell, Chelsea, y Celtic. Estuvo en 72 partidos de su selección y es miembro del Salón de la Fama de Fútbol Escocés.
Thomas podía jugar en cualquier lugar de la defensa, algo que fue muy apreciado entre sus entrenadores.
Es recordado por haber marcado un autogol en el partido inaugural de la Copa Mundial de Fútbol de 1998 contra Brasil.

## Clubes
- 1983-1991 : Motherwell  Escocia
- 1991-1992 : Chelsea  Inglaterra
- 1992-2003 : Celtic  Escocia

## Palmarés
- Premier League de Escocia (3): 1997-98, 2000-01, 2001-02
- Copa de la liga de Escocia (2): 1997-98, 2000-01
- Copa de Escocia (3): 1990-91, 1994-95, 2000-01

- Datos: Q649524